# 鈴木龍之介
鈴木 龍之介（すずき りゅうのすけ、1992年11月24日 - ）は、日本の俳優、実業家である。東京都武蔵野市出身。株式会社コスモ代表取締役。AB型。

## 略歴
東京都武蔵野市に生まれる。10歳で東京都練馬区に移住。
2004年映画『解夏』でデビュー。
2011年3月、堀越高等学校卒業。同級生には尾上右近、布川隼汰、河北麻友子がいる。
2014年9月、株式会社アールフォー・カンパニー代表取締役に就任。
2015年3月、城西国際大学メディア学部卒業。同級生には佐久間大介、真田佑馬、永棟安美がいる。
2015年10月、株式会社コスモ（旧社名ビーコーポレーション）代表取締役に就任。
2020年9月、堀越高等学校の同級生である布川隼汰と映像制作会社Fdceを設立する。
2022年4月、株式会社アールフォー・カンパニー代表取締役を退任。

## 人物
- 極真空手を幼少期より続けており、弐段を持っている。
- 宅地建物取引士、賃貸不動産経営管理士を持っている。
- 大型自動二輪免許、小型船舶2級、スキューバーダイビングオープンウォーター、乗馬4級、スノーボード2級を持っている。

## 出演

### テレビドラマ
- 白夜行（2006年、TBS系）
- 女王の教室スペシャル EpisodeII（2006年、日本テレビ系）太宰仁役
- わたしたちの教科書（2007年、フジテレビ系、第一話） 木崎役
- 上地雄輔ひまわり物語〜家族・親友・彼女...誰も知らない素顔初公開! （2009年、フジテレビ）イサム役
- わたしが子どもだったころ〜漫画家松本零士〜（2009年、NHKBS-hi）松本零士役(中高生)
- トライ・エイジ〜杉山家三代の物語〜（2011年、NHKBS-hi）杉山茂丸、久作、龍丸の青年期役
- ビート（2011年、WOWOW）悟役
- 犬飼さんちの犬（2011年、東名阪ネット６、第2話）山田勝役
- 高校生レストラン（2011年、日本テレビ系） 村中亮役
- 黒の女教師（2012年、TBS系） 磯村陽太役
- 理想の息子（2012年、日本テレビ系） 松木龍之介役
- ダンダリン（2013年、日本テレビ系、第4話）
- SUMMER NUDE（2013年、フジテレビ系、3話）浦野源三役
- あまちゃん（2013年、NHK、第29話）
- ぴんとこな（2013年、TBS、1話、3話）
- 医療捜査官 財前一二三（2013年、フジテレビ系、第4作）
- リアル脱出ゲームTV（2014年、TBS系、3話）解答者の男性役
- 世田谷駐在刑事 2（2014年、TBS系、第2作）細川役
- オトナグリム/父、答える〜家族についての一篇〜（2014年、フジテレビ）和也役
- ちゃんぽん食べたか（2015年、NHK、第5話）ヒロ役

### 映画
- 解夏（2004年） 磯村一路監督/榎本役
- 佐賀のがばいばあちゃん（2006年）倉内均監督/豊役(小学校時代)
- 砂時計（2008年） 佐藤信介監督/高橋役(15〜16歳)
- 西の魔女が死んだ（2008年） 長崎俊一監督/健太郎役
- 那須少年記（2008年） 初山恭洋監督/秋本通夫役
- 僕の初恋をキミに捧ぐ（2009年）新城毅彦監督/須藤君役
- ランウェイ☆ビート（2011年）大谷健太郎監督/永井洋樹役
- 悪の教典（2012年）三池崇史監督/佐々木涼太役
- 銀の匙 Silver Spoon（2013年） 吉田恵輔監督/依田勉役
- ホットロード（2014年）三木孝浩監督/ユウジ役
- ジョジョの奇妙な冒険ダイヤモンドは砕けない　第一章（2018年）三池崇史監督
- BLEACH（2018年）佐藤信介監督
- フォルトゥナの瞳（2019年）三木孝浩監督

### CM
- レオパレス21「それぞれの新生活」篇
- ソフトバンク「白戸家〜松木先生篇〜」
- 日本コカ・コーラ(株) ジョージア「男ですいません」編
- 太陽薬品「人がすこやかであるために・卒業アルバム」編
- 全日本空輸「8年後の選手たちへ」篇
- JCB「ディズニー/メモーリー」篇
- アキレス「アキレス瞬足」篇
- 東京電力 Switch!「出会い」篇
- 総務省 電波利用環境保護活動「作文」篇 　他
- 大東建物管理株式会社「2018 新卒採用・企業情報」

### 舞台
- 夏の世の夢（2014年）スナウト役
- 花嫁道中（2016年）龍燈鬼役